# Ловчанският владика
„Ловчанският владика или беля на ловчанския сахатчия“ (Ловченскый-тъ владыка или бела на ловченскый-тъ сахатчиѭ) е комедия от Теодосий Икономов, считана за първото българско драматично произведение.
Той я написва като ученик в Цариград, за да запълни липсата на български произведения за родните читалища. Завършена е през 1857 г., но поради липса на средства е публикувана за първи път едва през 1863 г.

## История
Икономов използва за основа истинска случка от времето на борбата за самостоятелност на българската църква, разказана му от Петко Славейков.
Гръцкият владика на Ловеч Мелетий прекарвал целия ден в къщата на гъркинята Мариола без знанието на съпруга ѝ Константин Часовникаря. Любовните отношения стават известни на целия град и, когато слухът стига до ушите на съпруга, той решава да залови двойката при прелюбодеянието. Връща се след привидно заминаване за Свищов, влиза в дома си със съдействието на слугинята Добра и заварва жена си и владиката в гола прегръдка. Заключва ги, както са без дрехи, и довежда съгражданите си за свидетели.
Гражданите на Ловеч изпращат до Патриаршията изложение с настояване духовникът да бъде махнат от града. Вселенският патриарх Антим VI отхвърля молбата, намирайки случката за нещо обикновено. На 12 юли 1850 г. специална делегация е изпратена в Цариград. В нея участват Никола Стоянов, Тодор Ив. Кунчов, Тодор С. Драсов, Беньо Симеонов, Коно Маранов, Дико Кечев, Константин Часовникаря и Х. Петра от Троян. Патриаршията оправдава Мелетий по оправдание, че посещавал Мариола „за друго“, а цялата българска делегация е осъдена на заточение за несправедливо обвинение. При произнесена присъда и въпрос на известие до Високата порта за изпълнението ѝ, Никола Стоянов се опитва да защити делегацията. Той представя в Синода едно писмо, с подписа и печата на ловчанския владика. След признаване авторството на Мелетий, Стоянов представя още две негови писма, също добива потвърждение на тяхното авторство и настоява за превода им от гръцки на български. Думите „Душице, гълъбче, канарче, скоро ще се видим и ще се прегърнем“ стават причина за осъждането на Мелетий и за заточението му в Света гора.
Синодът предлага на българската делегация да си избере владика, но отхвърля искането за българин под предлог че няма способен кандидат за поста. Ловчанлии са поканени на гости, на 30 юни са поканени отново на вечеря, но Никола Стоянов е задържан да спи в синода за разговор по църковни работи и през нощта е отровен.
На 8 февруари 1852 г. Патриаршията изпраща българина Иларион за владика. Той се гърчеел и криел произхода си - освещавайки тетевенската църква „Успение Богородично“ на 29 юни 1852 г., не казал нито една дума на славянски език.

## Сюжет
В документални бележки от архива на автора сюжетът е описан като „Истинска случка, станала в Ловеч с гръцкия владика. Да се разобличи развратът на гръцкото духовенство. Владиката задиря жената на местния часовникар Стойчо, хубавата гъркиня Мариола. Посъветван от приятеля си Драган, часовникарят привидно заминава за Свищов и изненадва владиката с жена си в собствения си дом. Владиката публично е осмян и разобличен.“